# Baicalasellus baicalensis
Baicalasellus baicalensis är en kräftdjursart som först beskrevs av Grube 1872.  Baicalasellus baicalensis ingår i släktet Baicalasellus och familjen sötvattensgråsuggor. Inga underarter finns listade i Catalogue of Life.